# Miguel Ferrari
Miguel Ferrari (Caracas, Venezuela, 30 de agosto de 1963) es un actor y director de cine y televisión venezolano.

## Biografía
Se inició en el mundo artístico en 1986, cuando egresó de la Escuela Nacional de Teatro. En ese mismo año debutó en el teatro El Ateneo de Caracas en una obra llamada Mariana Pineda.
En 1990 incursionó en la televisión ingresando a Marte TV, comenzando su carrera en la telenovela Piel. Allí realiza producciones como La traidora de Kiko Olivieiri, Casa Diana de José Ignacio Cabrujas, Sirena y La llaman Mariamor. 
Posteriormente, ingresó a RCTV donde interpretó personajes en telenovelas como Reina de corazones, La soberana, Juana la virgen y Amor a palos.
Actuó en la serie Mi ex me tiene ganas, escrita por Martin Hahn, como el brujo, asesino en serie, que puso en jaque a todos los personajes de la telenovela transmitida por Venevisión.
Ha realizado películas para televisión como El Atentado del Papa y La Mujer de la playa. En la pantalla grande ha protagonizado películas como Muchacho solitario de César Bolívar, El tinte de la fama de Alejandro Bellame, Perro corazón, Francisco De Miranda y Último Cuerpo. 
Se mudó a Madrid, donde estudió dirección de Cine en la Escuela de Cine y TV Séptima Ars. 
En 2012, Miguel incursionó en la dirección con la película Azul y no tan rosa, una historia que aborda la paternidad homosexual. Gracias a esta película recibió el Premio Goya a Mejor Película Iberoamericana.
Ferrari ha recibido premios y reconocimientos como Premio Juana Sujo (1991), Premio Marco Antonio Ettedgui (1996), Premio Municipal de Teatro (1997), Premio Nacional del Artista (1998), Premio Marco Antonio Ettedgui (1998), Premio Municipal de Cine (1999), Premio Celcit (2002), Premio Municipal de Cine (2008) como mejor actor de reparto, Premio Festival de Cine de Mérida (2008), Premio del Festival de Cine Nacional de Margarita (2008) y Premio Municipal de Cine (2008) como mejor guion para película de cortometraje.

## Filmografía

### Telenovelas
| Año  | Título               | Personaje             | Cadena           |
| ---- | -------------------- | --------------------- | ---------------- |
| 1992 | Piel                 | Agustín               | Marte Televisión |
| 1992 | Las dos Dianas       | Mercurio              | Marte Televisión |
| 1993 | Sirena               | Jason                 | Marte Televisión |
| 1996 | La llaman Mariamor   | Yago Monteverde       | Marte Televisión |
| 1998 | Reina de corazones   | Pajarito              | RCTV             |
| 2001 | La soberana          | Benedicto             | RCTV             |
| 2002 | Juana, la virgen     | Armando Salazar       | RCTV             |
| 2005 | Amor a palos         | Numa Custodio Moreira | RCTV             |
| 2012 | Mi ex me tiene ganas | Jaime Cordero         | Venevisión       |

### Cine
| Año  | Título                                 | Rol/Personaje   | Nota                           |
| ---- | -------------------------------------- | --------------- | ------------------------------ |
| 2006 | Francisco de Miranda                   | Cajigal         | N/A                            |
| 2007 | Puras joyitas                          | Rodilla         | N/A                            |
| 2008 | El tinte de la fama                    | Héctor          | N/A                            |
| 2008 | Perros corazones                       | Tomás           | N/A                            |
| 2008 | Todo lo que sube                       | N/A             | Director, guionista            |
| 2011 | El último cuerpo                       | Nelín Sangretti | N/A                            |
| 2011 | Cortos Interruptus                     | N/A             | Director, guionista, productor |
| 2012 | Azul y no tan rosa                     | N/A             | Director, guionista, productor |
| 2013 | Bolívar, el hombre de las dificultades | Morillo         | N/A                            |
| 2016 | El Inca                                | Zambrano        | N/A                            |
| 2017 | Oh mami blue                           | Tiburcio        | Actor                          |
| 2019 | La noche de las dos lunas              | N/A             | Director, guionista, productor |

### Serie
| Año  | Título              | Cadena    | Nota       |
| ---- | ------------------- | --------- | ---------- |
| 2010 | Los hombres de Paco | Antena 3  | 1 episodio |
| 2000 | Plaza alta          | Canal Sur |            |